# 德大寺實祖
德大寺實祖（1753年2月8日—1819年2月22日），是江戶時代中後期的公卿；也是藤原北家清華家的德大寺家當主。

## 生涯
德大寺實祖在寶曆三年（1753年）出生，是父母西園寺公晃及今出川氏（今出川伊季女）的次子。寶曆十年（1760年）從西園寺家入繼德大寺家，同時敘從五位上，後在明和二年（1765年）昇敘從三位，位列公卿。經任侍從、右近衛權少將、左近衛權中將後，在安永二年（1773年）就任權中納言。
後來他也當過踏歌節會外弁、權大納言和光格天皇中宮欣子內親王的中宮大夫。
寬政十年（1798年）短暫擔任內大臣，後轉任右大臣，文化十二年（1815年）辭職，到文政元年（1819年）逝世，享年66歲。
| 王位覬覦者        | 王位覬覦者                                | 王位覬覦者        |
| ----------------- | ----------------------------------------- | ----------------- |
| 前任： 德大寺公城 | 德大寺家當主 1782年8月19日－1819年2月22日 | 繼任： 德大寺公迪 |
| 官衔              |                                           |                   |
| 前任： 二條齊通   | 內大臣 1798年8月30日－1799年1月18日       | 繼任： 今出川實種 |
| 前任： 近衛基前   | 右大臣 1815年2月12日－1815年4月5日        | 繼任： 鷹司政通   |
| 军职              |                                           |                   |
| 前任： 三條實起   | 右大將 1797年4月23日－1799年1月18日       | 繼任： 今出川實種 |